# ランサム郡 (ノースダコタ州)
ランサム郡（英: Ransom County）は、アメリカ合衆国ノースダコタ州の南西部に位置する郡である。2010年国勢調査での人口は5,457人であり、2000年の5,890人から7.4％減少した。郡庁所在地はリスボン市（人口2,154人）であり、同郡で人口最大の町でもある。

## 地理
アメリカ合衆国国勢調査局に拠れば、郡域全面積は864平方マイル (2,238 km2)であり、このうち陸地は863平方マイル (2,235 km2)、水域は1平方マイル (3 km2)で水域率は0.16％である。

### 主要高規格道路
- ノースダコタ州道27号線
- ノースダコタ州道32号線
- ノースダコタ州道46号線

### 隣接する郡
- カス郡 - 北東
- リッチランド郡 - 東
- サージェント郡 - 南
- ディッキー郡 - 南西
- ラムーア郡 - 西
- バーンズ郡 - 北西

### 国立保護地域
- シャイアン国立草原（部分）

## 人口動態
以下は2000年の国勢調査による人口統計データである。
| 基礎データ - 人口: 5,890人 - 世帯数: 2,350 世帯 - 家族数: 1,560 家族 - 人口密度: 3人/km2（7人/mi2） - 住居数: 2,604軒 - 住居密度: 1軒/km2（3軒/mi2） 人種別人口構成 - 白人: 97.93% - アフリカン・アメリカン: 0.19% - ネイティブ・アメリカン: 0.32% - アジア人: 0.25% - その他の人種: 0.37% - 混血: 0.93% - ヒスパニック・ラテン系: 0.81% 先祖による構成 - ドイツ系：39.5％ - ノルウェー系：34.9％ 年齢別人口構成 - 18歳未満: 25.0% - 18-24歳: 5.9% - 25-44歳: 25.4% - 45-64歳: 22.41% - 65歳以上: 21.2% - 年齢の中央値:41歳 - 性比（女性100人あたり男性の人口） - 総人口: 106.2 - 18歳以上: 105.8 | 世帯と家族（対世帯数） - 18歳未満の子供がいる: 31.0% - 結婚・同居している夫婦: 58.1% - 未婚・離婚・死別女性が世帯主: 5.1% - 非家族世帯: 33.6% - 単身世帯: 30.7% - 65歳以上の老人1人暮らし: 15.5% - 平均構成人数 - 世帯: 2.39人 - 家族: 3.01人 収入と家計 - 収入の中央値 - 世帯: 37,672米ドル - 家族: 44,865米ドル - 性別 - 男性: 35,023米ドル - 女性: 18,772米ドル - 人口1人あたり収入: 18,219米ドル - 貧困線以下 - 対人口: 8.8% - 対家族数: 6.3% - 18歳未満: 10.7% - 65歳以上: 8.2% |

## 都市と町

### 都市
- エリオット
- エンダーリン
- フォートランサム
- リスボン - 郡庁所在地
- シェルドン

注: ノースダコタ州の法人化された自治体は、その大きさに拠らず全て「市」になる

### その他の町
- マクロード

### 郡区
| - アリストン - アレガニー - ベイル - ビッグベンド - ケイシー - コバーン - エリオット - イングルベイル - フォートランサム - グリーン | - ハンソン - アイランドパーク - アイリー - リバティ - リスボン - マクロード - ムーア - ノースランド - オウェゴ - プレストン | - ローズミード - サンドウン - スコービル - シェンフォード - スプリンガー - シドナ - トゥラー |